# 川元義徳
川元 義徳（かわもと よしのり）は、ゲームミュージックの作曲家・ゲームクリエイター。

## 人物
ナムコ（現バンダイナムコエンターテインメント）に所属しているゲーム音楽作曲家。 
「かわげん(Kawagen)」などの名義で知られる。ナムコには80年代後半から在籍している作曲家である。
ナムコ入社前は日本ソフトバンクに所属しておりパソコン雑誌(Oh!FM)に音楽プログラム記事などを執筆しており、その関係でパソコンゲーム『少年マイクのひとり旅』などのサウンドを担当している。 
その後ジャレコでアルバイトとして『エクセライザー』や『銀河任侠伝』のBGMを作曲した。
ナムコへ入社してからは、『スプラッターハウス』や『バーニングフォース』などのアーケード作品を担当した。その後は家庭用ハードのゲームソフトが中心となり、今日までに数多くのナムコ作品のサウンドに関わっている。 
一時サウンドから開発サポート側に回ったため作曲の仕事から離れるが、2013年頃から「カワーゲン・コラーゲン」という名義で『太鼓の達人』の音楽制作に参加。作曲業に復帰した。 

## 携わった作品

### 8ビットPC用
- リングの上は大さわぎ (1984年、FM-7用)[1]
- ぐっちゃんばんく (1985年、FM-7用。PC-8801にも移植された。音楽の他にキャラクターデザインも担当している)[2][3]
- 少年マイクのひとり旅 (1986年、FM77AV用)[4]

### アーケード・家庭用
- エクセライザー
- 銀河任侠伝
- スプラッターハウス
- バーニングフォース
- フェイスオフ
- フェリオス
- レッスルボール
- ドラゴンスピリット (PCE版編曲)
- ワギャンランド3
- スーパーファミスタシリーズ
- ボールジャックス
- 幽☆遊☆白書
- スーパーファミリーテニス
- ワギャンパラダイス
- ファミスタ64
- リベログランデ (1曲のみ)
- リッジレーサーV (1曲のみ)
- 7 ～モールモースの騎兵隊～
- ことばのパズルもじぴったんアドバンス
- ミスタードリラー2
- ミスタードリラーエース ふしぎなパクテリア
- クロノアビーチバレー 最強チーム決定戦!
- クロノアヒーローズ 伝説のスターメダル
- Break Down
- 美的革命2
- スターフォックス アサルト
- パックピクス
- パックンロール
- 爽解！まちがいミュージアム
- 眼力トレーニング
- トレジャーガウスト ガウストダイバー
- ファミスタDS
- 太鼓の達人
- KORG Gadget (デモ曲作曲)
- 鉄拳7
- 大乱闘スマッシュブラザーズ SPECIAL